# (6949) Zissell
(6949) Zissell – planetoida z grupy pasa głównego asteroid okrążająca Słońce w ciągu 3 lat i 230 dni w średniej odległości 2,36 j.a. Została odkryta 11 września 1982 roku w Oak Ridge Observatory. Nazwa planetoidy pochodzi od Ronalda E. Zissella (ur. 1943), zajmującego się badaniami gwiazd zmiennych. Przed nadaniem nazwy planetoida nosiła oznaczenie tymczasowe (6949) 1982 RZ.